# كأس هونغ كونغ 2011–12
كأس هونغ كونغ 2011–12 (بالصينية: 2011–12年香港足總盃) هو موسم من كأس هونغ كونغ. كان عدد الأندية المشاركة فيه 10، وفاز فيه نادي كيتشي.